# Батуев, Андрей Михайлович
Андрей Михайлович Батуев (10 января 1908, Санкт-Петербург — 8 марта 1984, Ленинград) — советский шахматист; мастер спорта СССР (1945), заслуженный тренер РСФСР (1968). Судья всесоюзной категории (1960). Представлял общество «Труд» (Ленинград).
Музыкант-вокалист. Член Союза писателей СССР, автор популярных книг о животных.
Участник ряда чемпионатов Ленинграда, лучшие результаты: 1938 — 4-е; 1945 — 2—4-е места. Чемпион общества «Труд» (1948).
Был арбитром матча Спасский — Карпов, а также нескольких чемпионатов СССР.